# Ninh Lạng
Huyện tự trị dân tộc Di Ninh Lạng (宁蒗彝族自治县; Bính âm: Nínglàng yízú Zìzhìxiàn; Hán Việt: Ning Lạng Di tộc Tự trị huyện) thuộc địa cấp thị (thành phố) Lệ Giang, Vân Nam, Trung Quốc. Người Di được gọi với tên Lô Lô tại Việt Nam.

## Trấn
- Đại Hưng (大兴镇)

## Hương
- Lạp Bá (拉伯乡)
- Vĩnh Ninh (永宁乡)
- Hương dân tộc Phổ Mễ, dân tộc Lật Túc Thúy Ngọc (翠玉傈僳族普米族乡)
- Hồng Kiều (红桥乡)
- Ninh Lợi (宁利乡)
- Kim Miên (金棉乡)
- Tây Xuyên (西川乡)
- Tây Bố Hà (西布河乡)
- Chiến Hà (战河乡)
- Vĩnh Ninh Bình (永宁坪乡)
- Bào Mã Bình (跑马坪乡)
- Thiền Chiến Hà (蝉战河乡)
- Tân Dinh (Doanh) Bàn (新营盘乡)
- Lạn Nê Thiến (烂泥箐乡)